# Henriett Koósz

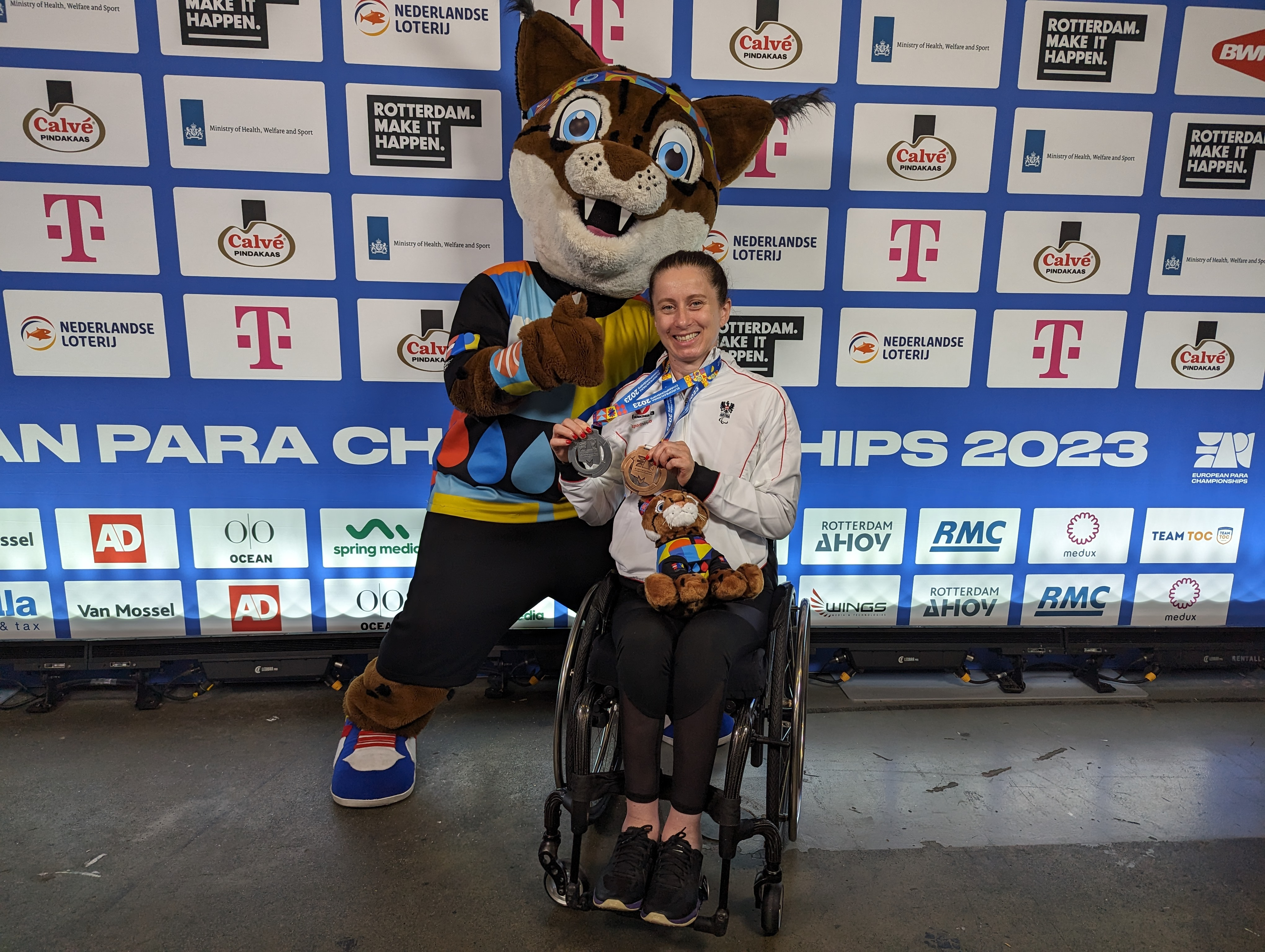
Henriett Koósz bei den European Para Championships 2023

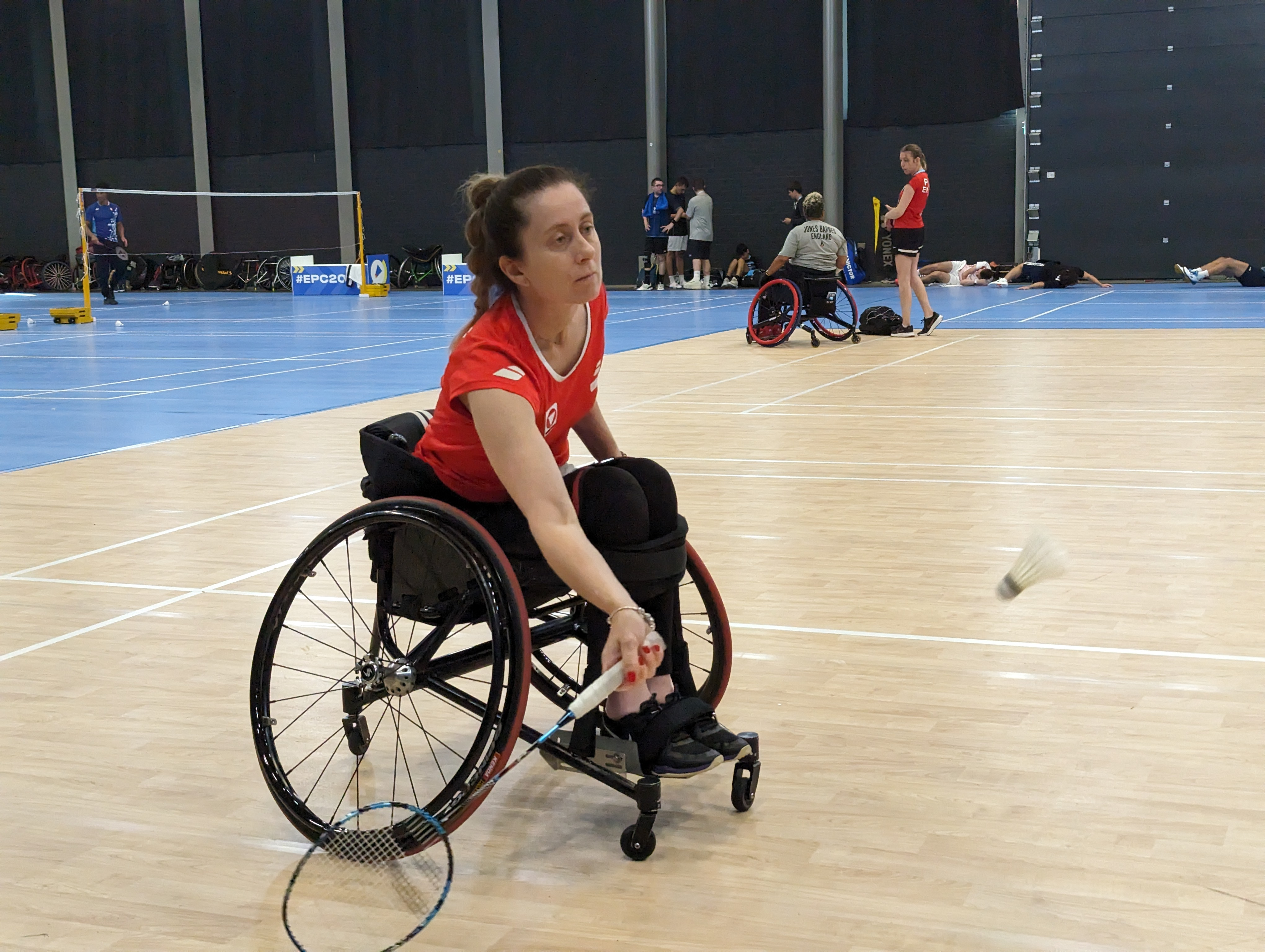
Henriett Koósz beim Training

Henriett Koósz (* 14. Februar 1980 in Kőszeg) ist eine österreichische Parabadminton- und ehemalige Rollstuhltennisspielerin.

## Leben
Henriett Koósz ist seit einem Autounfall im Oktober 1997 querschnittgelähmt. Im Alter von 24 Jahren begann sie ohne Vorkenntnisse mit Rollstuhltennis. Im Dezember 2005 startete sie mit der Teilnahme an internationalen und nationalen Turnieren. 2009 wurde Koósz zum ersten Mal Staatsmeisterin im Damendoppel mit ihrer Partnerin Anette Baldauf. 2010 wurde sie Staatsmeisterin im Dameneinzel. Sie nahm unter anderem auch an den Paralympics 2012 in London teil. Nach London hängte Koósz den Tennisschläger aus gesundheitlichen Gründen an den Nagel.
2016 entdeckte sie das Badminton und startete eine neue Karriere als internationale Parabadminton-Spielerin und Heeressportlerin.

## Größte Erfolge im Parabadminton
- 2016: European Para-Badminton Championships in Beek (NED) - Einzel WH1 - 3. Platz
- 2018: VYV BWF European Para-Badminton Championships in Rodez (FRA) - Einzel WH1 - 3. Platz
- 2022: HULIC DAIHATSU BWF Para Badminton World Championships (JPN) - Einzel WH1 - 3. Platz
- 2023: European Para Games 2023 in Rotterdam (NED) - Einzel WH1 - 3. Platz, Mixed WH1+WH2 - 2. Platz

## Auszeichnungen
- 2013 MiA-Award in der Kategorie Sport
- 2017 AUVA-„Back to Life“-Award
- 2023 Military Sports Award - Nominiert
- 2023 Hall of Fame - Tag des Sports